# 청난공신
청난공신(淸難功臣)은 이몽학의 난을 진압한 이들에게 주어진 훈호(勳號)이다. 1604년 음력 6월 25일에 호성공신, 선무공신 등과 함께 책봉되었다.

## 공신 목록
- 1등 - 분충출기 합모 적의(奮忠出氣合謀迪毅) 청난공신 : 홍가신(洪可臣, 남양)
- 2등 - 분충출기 적의(奮忠出氣迪毅) 청난공신 : 박명현, 최호(崔湖, 경주)
- 3등 - 분충출기(奮忠出氣) 청난공신 : 신경행, 임득의

## 포상
- 1등 홍가신은 품계가 3자급 초천(超遷)되었고, 반당(伴倘) 10명, 노비 30구, 구사(丘史) 7명, 전지 150결, 은자 10냥, 내구마(內廐馬) 1필을 받았다.
- 2등 : 2자급 초천, 반당 6명, 노비 9구, 구사 4명, 전지 80결, 은자 7냥, 내구마 1필
- 3등 : 1자급 초천, 반당 4명, 노비 7구, 구사 2명, 전지 60결, 은자 5냥, 내구마 1필

## 같이 보기
- 홍가신청난비
- 이몽학의 난